# Jeffrey Ntuka
Jeffrey Ntuka (* 10. Mai 1985 in Kroonstad; † 21. Januar 2012 ebenda) war ein südafrikanischer Fußballspieler.

## Sportlicher Werdegang
Als Nachwuchsspieler wechselte Ntuka zum FC Chelsea, bei dem er 2003 in die Reservemannschaft aufrückte. Im selben Jahr verlieh ihn der Klub an den belgischen Kooperationspartner KVC Westerlo. In seinem ersten Jahr in der Eersten klasse schwankte er zwischen Ersatzbank und Startformation, ab der Spielzeit 2004/05 etablierte er sich als Stammspieler. Insgesamt blieb er fünf Jahre als Leihspieler in Belgien, dabei bestritt er 93 Ligaspiele und rückte unter Nationaltrainer Stuart Baxter 2005 zum Nationalspieler in der südafrikanischen Landesauswahl auf. Im Dezember 2008 kehrte er nach England zurück, verpasste aber die Aufnahme in den Kader der Wettkampfmannschaft.
Im Frühjahr 2009 wechselte Ntuka nach Südafrika zu den Kaizer Chiefs, kam aber nur unregelmäßig in der Premier Soccer League zum Einsatz – nicht zuletzt, weil er mit Alkoholproblemen zu kämpfen hatte. 2010 zog er zu Supersport United weiter, wo er ebenfalls den Durchbruch verpasste und nach Ablauf seines Vertrags 2011 vereinslos war.
Im Januar 2012 kam es im Anschluss an einen Nachtclub-Besuch Ntukas zu einer Auseinandersetzung, während der er erstochen wurde.